# Trididemnum cereum
Trididemnum cereum is een zakpijpensoort uit de familie van de Didemnidae. De wetenschappelijke naam van de soort werd in 1872 voor het eerst geldig gepubliceerd door Alfred Giard.

## Beschrijving
Deze zakpijp vormt uitgebreide losjes gehechte korsten, 3 mm dik bij 150 mm breed, over andere zittend dieren, zoals mosdiertjes en sponzen. De korsten zijn gerimpeld, met regelmatig verspreide kleine inhalatieporiën en onregelmatige grotere uitademingsopeningen, meestal op verhoogde delen van de kolonie. De gebruikelijke kleur van Trididemnum cereum is een vuile gebroken wit of beige.

## Verspreiding
Trididemnum cereum is wijdverbreid rond de Britse Eilanden. Het is een veel voorkomende zakpijp op de lagere kust en in ondiep water.